# Francisco Murguía
Francisco Murguía López de Lara (Mazapil, 4 marzo 1873 – Tepehuanes, 1º novembre 1922) è stato un generale e politico messicano, governatore degli stati di Querétaro, Messico e Zacatecas.

## Biografia
Francisco Murguía nacque nella Hacienda de Mahoma, comune di Mazapil, nello stato di Zacatecas, il 4 marzo 1873, figlio di José María Murguía e Emeteria López de Lara. Di umili origini, si dedicò alla fotografia e si stabilì a Monclova, nel Coahuila.
Si sposò con Aurora González, originaria di San Felipe, parte del comune di Sabinas, Coahuila, dove svolse lavori inerenti alla fotografia.
Tuttora nel comune di Sabinas esiste una scuola secondaria con il suo nome e, accanto all'istituzione, anche una statua in suo onore.

### Generale
Nel 1910 Murguía si unì alla rivoluzione maderista contro Porfirio Díaz e due anni dopo combatté contro la ribellione di Orozco. L'anno seguente fu tra i primi firmatari del Piano di Guadalupe ed entrò nel neonato movimento costituzionalista di Venustiano Carranza, diventandone un fedele. Come generale dell'esercito costituzionale partecipò alla Convenzione di Aguascalientes, dove si oppose alle dimissioni del Primo Capo Carranza. Quando partì per Veracruz, Murguía organizzò una colonna di 10 000 uomini e marciò verso il Michoacán per incontrarsi con Manuel M. Diéguez per combattere insieme il Villismo nell'ovest del paese: recuperarono Guadalajara il 18 gennaio 1915, che era difesa da Calixto Contreras e Julián Medina. Durante il resto di quell'anno condusse un'intensa campagna contro Pancho Villa nell'area del Bajío. Partecipò alla battaglia di Celaya, di La Trinidad e di León. In quest'ultima guadagnò il soprannome di "Héroe de León" per la sua prestazione brillante. Nel 1916 fu nominato capo delle operazioni militari nello stato di Durango e il 1º dicembre riportò una importante vittoria nella battaglia di Horcasitas nello stato di Chihuahua contro Pancho Villa, cosa che gli permise di occupare la capitale dello stato tre giorni dopo. Per il successo dell'operazione, Álvaro Obregón, con cui Murguía aveva combattuto nel Bajío, si complimentò con il generale. Sull'onda di quella vittoria, l'anno seguente ottenne il comando delle forze nello stato di Chihuahua con il grado di generale di divisione. In questa posizione entrò in un violento conflitto con il suo predecessore, il generale Jacinto B. Treviño. Nel 1920 rimase fedele a Venustiano Carranza, che lo nominò Capo delle Forze che lasciarono con lui Città del Messico alla volta di Veracruz. In quella posizione diresse la difesa dei convogli verso Aljibes, Puebla. In seguito all'assassinio di Carranza a Tlaxcalantongo fu arrestato, incarcerato e sottoposto a un processo, dove fu accusato di mancanza di spirito militare. Fuggì dalla prigione e si rifugiò negli Stati Uniti d'America.

### Morte
Rientrò nel paese nel 1922 con l'intento di rovesciare Álvaro Obregón, ma il gruppo di Costituzionalisti che chiamò ad alzarsi in armi non rispose e il suo tentativo fallì. Fu fatto prigioniero a Tepehuanes, Durango, e un Consiglio di Guerra lo condannò a morte. Fu fucilato il 1º novembre dello stesso anno.